# Kalînivka, Hola Prîstan
Kalînivka (în ucraineană Калинівка) este un sat în comuna Novosofiivka din raionul Hola Prîstan, regiunea Herson, Ucraina.

## Demografie
Componența lingvistică a localității Kalînivka
     Ucraineană (95,72%)
     Rusă (3,89%)
     Alte limbi (0,39%)
Conform recensământului din 2001, majoritatea populației localității Kalînivka era vorbitoare de ucraineană (95,72%), existând în minoritate și vorbitori de rusă (3,89%).